# Блювотні засоби
Блюво́тні за́соби — лікарські речовини, що викликають блювання. 
Щодо механізму дії розрізняють центрально діючі блювотні засоби, які безпосередньо збуджують блювотний центр (таким блювотним засобом є апоморфін), а також ті, що збуджують його рефлекторно внаслідок подразнення слизової оболонки шлунку та зіва, — блювотний корінь (іпекакуана), сірчанокисла мідь, сірчанокислий цинк та ін. 
Блювотні засоби вживаються найчастіше для видалення зі шлунку отруйних або шкідливих речовин. Для цього звичайно застосовується апоморфін. Рефлекторно діючі блювотні засоби підсилюють секрецію бронхіальних залоз і в малих дозах вживаються як відхаркувальні засоби.